# Остров (Гатчинский район)
О́стров — деревня в Гатчинском муниципальном округе Ленинградской области.

## История
Две пустоши Ostrof Ödhe  и Ostrof Bolsoi Ödhe упоминаются в Орлинском погосте в шведских «Писцовых книгах Ижорской земли» 1618—1623 годов.
Две смежные деревни: Bolschojostroff и Malaostroff обозначены на карте Ингерманландии А. И. Бергенгейма, составленной по шведским материалам 1676 года.
На шведской «Генеральной карте провинции Ингерманландии» 1704 года — смежные: Ostrov bolsoi и Ostrov mensoi.

ОСТРОВ — деревня принадлежит графу Васильчикову, гвардии штабс-ротмистру, число жителей по ревизии: 112 м. п., 104 ж. п. (1838 год)

Согласно карте Санкт-Петербургской губернии Ф. Ф. Шуберта в 1844 году деревня Остров насчитывала 30 крестьянских дворов.

ОСТРОВ — деревня князя Васильчикова, по просёлочной дороге, число дворов — 30, число душ — 115 м. п. (1856 год)

В середине 1850-х годов в деревне проживали 4 человека (1 м. п., 3 ж. п.) старообрядцев беспоповцев федосеевского согласия. 

ОСТРОВ — деревня владельческая при озере Орлинском, число дворов — 40, число жителей: 115 м. п., 138 ж. п. (1862 год)

Сборник Центрального статистического комитета описывал её так:

ОСТРОВА — деревня бывшая владельческая, дворов — 46, жителей — 254; лавка. (1885 год).

В деревне работала школа, устроенная и содержащаяся на средства графа Н. С. Строганова и родителей учеников.
В конце XIX — начале XX века деревня административно относилась к Рождественской волости 2-го стана Царскосельского уезда Санкт-Петербургской губернии.
Согласно данным переписи населения СССР 1926 года в деревне Остров Островского сельсовета Рождественской волости Троцкого уезда проживали 430 человек, все русские, кроме двух латышских семей. В 1928 году население деревни также составляло 430 человек.

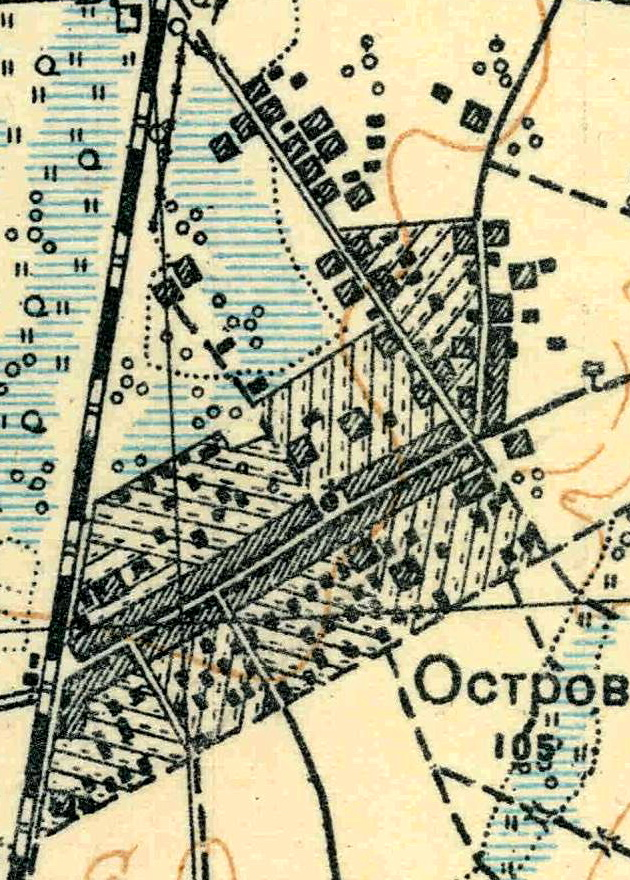
План деревни Остров. 1931 год

Согласно топографической карте 1931 года деревня насчитывала 105 дворов.
По данным 1933 года деревня называлась Остров и входила в состав Орлинского сельсовета Красногвардейского района.
C 1 августа 1941 года находилась в оккупации. Деревня была освобождена от немецко-фашистских оккупантов 31 января 1944 года.
В 1958 году население деревни составляло 415 человек.
По данным 1966, 1973 и 1990 годов деревня Остров входила в состав Орлинского сельсовета Гатчинского района.
В 1997 году в деревне проживали 148 человек, в 2002 году — также 148 человек (русские — 93%), в 2007 году — 128.

## География
Деревня расположена в юго-западной части района на автодороге 41К-495 (Лампово — Остров).
Расстояние до административного центра поселения, посёлка городского типа Дружная Горка — 10 км.
Расстояние до ближайшей железнодорожной станции Строганово — 1 км. Деревня находится к востоку от станции.

## Демография
| 1862 | 2007 | 2010 | 2017 |
| ---- | ---- | ---- | ---- |
| 253  | ↘128 | ↗212 | ↘109 |

### Национальный состав
Согласно данным Всероссийской переписи населения 2021 года в деревне проживали 372 человека, из них:
 русские — 277, цыгане — 2, евреи — 1, остальные национальность не указали.

## Предприятия и организации
Продовольственный магазин.

## Улицы
Боровая, Вокзальная, Строителей, Центральная.